# Sfântu Gheorghe
Sfântu Gheorghe  (rumænsk udtale: [ˈsfɨntu ˈɡe̯orɡe]; ungarsk: Sepsiszentgyörgy eller Szentgyörgy, ungarsk udtale:[ˈʃɛpʃisɛɲɟørɟ]; jiddisch: סנט דזשארדזש; engelsk lit.: Saint George) er hovedstaden i distriktet Covasna, Rumænien. Den ligger i den centrale del af landet og i den historiske region Transsylvanien og ligger ved floden Olt i en dal mellem Baraolt-bjergene og Bodocbjergene . Byen administrerer to landsbyer, Chilieni (Kilyén) og Coșeni (Szotyor). (ungarsk: Sepsiszentgyörgy) er hovedstad i  i Rumænien.
Byen ligger i den etniske gruppe székelys (en) området i det østlige transsylvanien og har ungarsk-talende flertal (ca. 75%). Byen har 50.080 (2021) indbyggere.
En af Donau-deltaets flodgrene og en landsby ved dens munding hedder også "Sfântu Gheorghe". Det betyder "Sankt Georg" på rumænsk.